# Категории (Аристотель)
«Категории» (др.-греч. Κατηγορίαι, лат. Categoriae или Praedicamenta) — одно из самых ранних сочинений Аристотеля и первый по порядку трактат в его «Органоне», в котором рассматриваются наиболее общие имена обозначающие вещи. Автор выделяет десять типов таких высказываний, или категорий. Они представляют собой типы предикатов, которые могут быть высказаны в суждении о каком-либо предмете.
«Категории» Аристотеля во многом послужили фундаментом для исследований логики на протяжении всей истории западной мысли.

## Вопрос авторства
Авторство Аристотеля неоднократно подвергалось сомнению. В «Категориях» нет прямых ссылок на другие работы Аристотеля. Имеются также некоторые противоречия между текстом «Категорий» и другими текстами Аристотеля, прежде всего «Метафизикой».
Тем не менее в настоящее время большинство исследователей склоняется к тому, что «Категории» являются текстом Аристотеля. В течение многих столетий они считались важнейшей частью аристотелевского корпуса.

## Содержание

### Вводные положения (главы 1-3)
Разбору категорий у Аристотеля предпосланы вводные положения, которые средневековые авторы называли «антепредикаментами» (лат. ante — перед).
Текст начинается с объяснения того, что подразумевается под «одноименными» предметами, что подразумевается под «соименными» предметами, и что подразумевается под «отыменными» предметами, однако Аристотель упустил остальные виды соотнесения определения и имени (разноименное, разнозначное и безыменное).
Под одноимённым мы понимаем то, у чего только имя общее, а определение различное. Например «коса», «право», «замок», а также любое другое слово которое обозначает различное (как «человек» человека и его изображение). Если указать каково быть такой вещью, то в ответ мы дадим разные значения (как береговая коса и коса как инструмент).
Под соименным мы понимаем то, у чего общее имя и определение. Например «животное» для человека и быка, «цвет» для белого и чёрного и т. п. Если указать каково быть такой вещью, то в ответ мы дадим одно общее значение.
Под отыменным мы понимаем то, что меняется в окончании, например бег и бегущий, животный и животные, грамматик и грамматичный, мужественный и мужественность и т. д.
Всё, что мы говорим о вещах мы говорим:
- Без связи с другими предметами, то есть имя/субъект или глагол/предикат отдельно — «человек», «бык», «побеждает», и т.д;
- В связи с другими предметами, то есть создаём высказывание (предложение) — «человек побеждает», «человек бежит».

Далее Аристотель проводит такое соотнесение: Всеобщее — то что сказывается о подлежащем; Частное — то что находится в подлежащем; Существенное — то что не находится в подлежащем; Акциденциальное — то что не сказывается о подлежащем.
(То что находится в подлежащем Аристотель называет тем, что для своего существования требует подлежащее).
Далее Аристотель сообщает о категориях, или предикатах, выделяемых на основании того, как тот или иной предикат относится к сущности вещи.

### Десять категорий (главы 4-9)
Десятью категориями, или наиболее общими родами (классами) являются (по списку главы 4):
- Субстанция, или «сущность» (др.-греч. οὐσία). Слово «предикат» означает предикат сущности, если соответствующая ему характеристика вещи ни на чём, кроме себя, не основана. «Этот единичный человек» или «это единичное дерево» являются сущностями. Ниже в тексте Аристотель называет эти особенные сущности «первыми сущностями» отличая их от «вторых сущностей», которые являются универсалиями. Следовательно, «Сократ» — первая сущность, в то время как «человек» — вторая сущность.
- Количество (др.-греч. τὸ πόσον — «сколько») — пространственно-числовые характеристики вещи. Все средневековые споры о природе континуума, бесконечно большого количества и бесконечно делимого являются длинным комментарием к тексту главы 6. Она оказала большое влияние на развитие математических идей в средневековый и позднесхоластический период.
- Качество (др.-греч. τὸ ποῖον «какое») — предикат, который характеризует все неколичественные свойства предмета. Эти свойства не совпадают с природой (сущностью) вещи.
- Отношение (др.-греч. τὸ πρὸς τί — «то, по отношению к чему») — это способ, которым одна вещь может быть связана с другой.
- Пространство (где) — положение вещи относительно ближайшего окружения.
- Время (когда) — положение вещи относительно последовательности событий.
- Состояние (ситуация) — положение частей предмета друг относительно друга.
- Обладание — наличие постоянно внешнего обстоятельства вещи (например, «одетый»).
- Действие (др.-греч. τὸ ποιει̃ν — «действовать») — произведение изменения в некотором другом предмете.
- Претерпевание — принятие изменения от некоторого другого предмета.

Первые четыре детально разбираются в главах 5-8, последние шесть лишь слегка затрагиваются в короткой 9-й главе, поскольку их смысл самоочевиден. Более поздние тексты схоластических философов также отражают это неравенство в детальности рассмотрения.

### Заключительные положения (главы 10-15)
За списком категорий у Аристотеля следуют заключительные положения книги, которые средневековые авторы называли «постпредикаментами» (лат. post — после):
- Противолежащее и противоположности (главы 10-11)
- Предшествующее и последующее (глава 12)
- Данное вместе (глава 13)
- Виды движения (глава 14)
- Второй анализ обладания (глава 15).

## Грамматическая теория
Одна из номиналистических теорий. По мнению ряда философов, Аристотель вывел систему категорий непосредственно из древнегреческой грамматики — то есть приписал онтологическую значимость частям речи. Например, категории сущности соответствуют существительные, категории действия — глаголы действительного залога и т. п.
- Сущность — существительное (человек).
- Количество — числительное (один, несколько).
- Качество — прилагательное (старый, молодой).
- Отношение — степени сравнения (первый, последний, выше других).
- Место — наречие места (на улице, под горой).
- Время — наречие времени (сегодня, вчера).
- Положение — непереходный глагол (стоит, лежит).
- Обладание — греческий перфект страдательного залога (одет, разут).
- Действие — глагол действительного залога (бежит, побеждает)
- Претерпевание — глагол страдательного залога (его гонят, избивают).

Сам Аристотель нигде не излагает подобную теорию и не ссылается на греческую грамматику как на источник идеи. Однако поздние перипатетики (а также Порифирий и Боэций) явно придерживаются этой версии, считая, что целью «Категорий» послужила первая группа имён, та, которая обозначает вещи и то, насколько они обозначают.

## Реалистическая теория
Также есть теории о том, что Аристотель, рассуждая о категориях, думал о них как о чертах каждого сущего. По теории, сущность у Аристотеля была основой, а всё остальное - её качествами. Например, медный шар, ведь в одно и то же время он является шаром, он один, он медный, он находится на полу и т. д. Однако видимо Аристотель придерживался середины.

## Комментаторы
«Категории» — Популярный текст среди комментаторов Аристотеля. В числе комментаторов трактата, в частности, были: Порфирий, Боэций, Боэт, Гермипп, Андроник Родосский, Давид Анахт (Непобедимый), Олимпиодор, Аммоний Гермий, Симпликий, Иоанн Филопон Александр Афродисийский и много других.

## Публикации в русском переводе
- Категории. / Пер. А. В. Кубицкого в переработке З. Н. Микеладзе. — В кн.: Аристотель. Сочинения. В 4 т. (Серия «Философское наследие»). Т.2. М., 1978. — 688 с.